# Peter Joseph Osterhaus

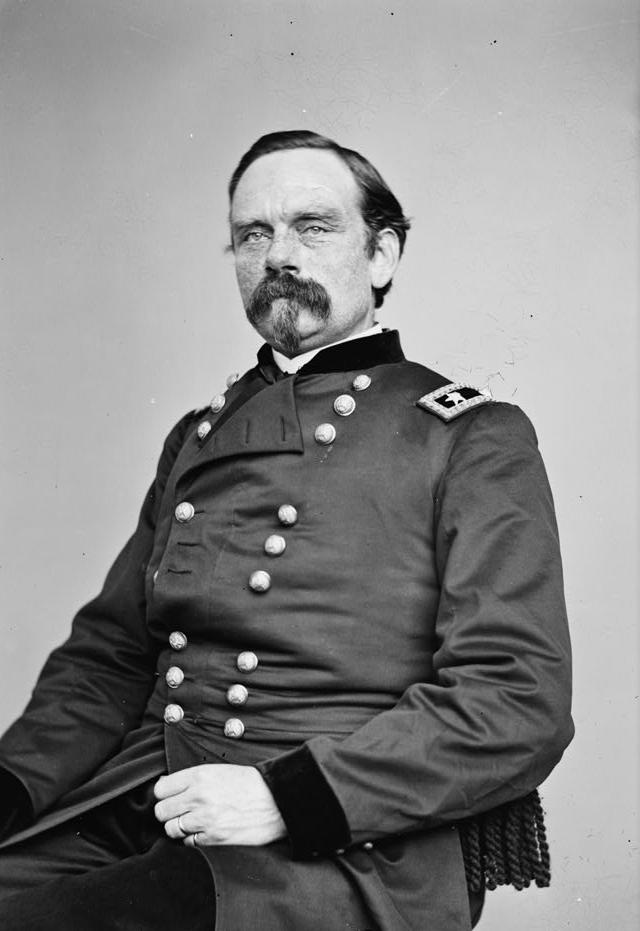
Peter Joseph Osterhaus

Peter Joseph Osterhaus (* 4. Januar 1823 in Koblenz; † 2. Januar 1917 in Duisburg) war ein badischer Revolutionär, General im Unionsheer im Sezessionskrieg, US-Diplomat und Geschäftsmann.

## Leben
Osterhaus absolvierte eine kaufmännische Lehre, leistete seinen Wehrdienst als Einjährig-Freiwilliger in der Preußischen Armee und wurde Sekondeleutnant in einem Landwehrregiment. Er beteiligte sich an der Badischen Revolution von 1848/49, zuletzt als Oberst der Bürgerwehr von Mannheim, und floh nach deren Scheitern in die USA. Dort lebte er zunächst in Belleville, Illinois und St. Louis, Missouri.
Bei Beginn des Bürgerkrieges trat Osterhaus am 20. April 1861 als Gemeiner in das aus deutschen Einwanderern rekrutierte 2. Missouri-Infanterieregiment ein. Später wurde er Major in diesem Regiment und nahm mit ihm unter anderem an der Schlacht an Wilsons Creek teil. Er stellte das 12. Missouri-Infanterieregiment auf und wurde dessen Kommandeur. In der Schlacht von Pea Ridge kommandierte Osterhaus eine Division unter Franz Sigel. Hier erhielt er den Spitznamen „Fetzenpeter“, weil er seine deutschstämmigen Truppen ermunterte, den Feind zu schlagen, „dass die Fetzen fliegen“. Nach seiner Beförderung zum Brigadegeneral am 9. Juni 1862 führte er zunächst die 3. Division der Südwest-Armee.
Während der Schlacht um Vicksburg unter Generalmajor Grant befehligte Osterhaus die 9. Division im XIII. Korps und war verantwortlich für die Unionsstellung am Big Black, um konföderierten Nachschub für die belagerte Stadt abzufangen. Die Schlacht von Chattanooga war die für ihn erfolgreichste. Er führte seine Division, die erste im XV. Korps, gegen die konföderierten Stellungen am Lookout Mountain und Missionary Ridge. Bei der Verfolgung der geschlagenen Konföderierten holte sich seine Division an Taylor’s Ridge eine „blutige Nase“.
Im Folgenden war Osterhaus am Atlanta-Feldzug General Shermans und fast allen wichtigen Schlachten dieses Feldzuges beteiligt, so bei Resaca, Kennesaw Mountain und Jonesboro. Inzwischen zum Generalmajor befördert – wirksam vom 23. Juli 1864 –, führte er zeitweise das XV. Korps durch Georgia bis Savannah. 1865 wurde er Stabschef von General E.R.S. Canby und kämpfte unter anderem bei Mobile, Alabama. Er organisierte auch die Kapitulation der konföderierten Streitkräfte unter General Taylor.
Nach dem Krieg war Osterhaus Militärgouverneur von Mississippi, dann amerikanischer Konsul in Lyon (1866–1877), später Vizekonsul in Mannheim (1898–1900). Ab 1877 bekleidete er eine leitende Position in der Gummibranche. Ab 1883 war er selbständiger Kohlenhändler. Per Sondergesetz des Kongresses berief ihn Präsident Theodore Roosevelt 1905 zum Brigadegeneral a. D. der United States Army, 1915 stieg er zum Generalmajor a. D. auf.
Osterhaus starb 1917 in Duisburg, wo er bei seiner jüngsten Tochter lebte. Sein Leichnam wurde eingeäschert und auf dem Koblenzer Hauptfriedhof bestattet. Die Familiengruft wurde 1969 durch einen Erdrutsch erheblich beschädigt und sieben Jahre später aufgelassen. Am 23. Juni 2012 wurde ein Gedenkstein zu Ehren von Osterhaus oberhalb der alten Grabstätte eingeweiht.
Sein Sohn Hugo Osterhaus (1851–1927) und Enkelsohn Hugo Wilson Osterhaus (1878–1972) waren Admiräle der U.S. Navy und dienten während des Ersten Weltkriegs für die Vereinigten Staaten. Beide sind auf dem Arlingtoner Nationalfriedhof beigesetzt. Ein weiterer Sohn, Karl Osterhaus (1859–1904), diente als Major der Artillerie im Deutschen Heer und kam bei der Niederschlagung des Herero-Aufstands in Deutsch-Südwestafrika ums Leben.